# 罗马尼
罗马尼（法語：Romagny，法語發音：[ʁɔmaɲi] ⓘ）是法国芒什省的一个旧市镇，属于阿夫朗什区。2016年，罗马尼与市镇丰特奈合并为新市镇罗马尼-丰特奈。

## 地理
罗马尼（48°38'24"N, 0°57'58"W）面积29.46 平方千米，位于法国诺曼底大区芒什省，该省份为法国西北部沿海省份，西、北、东北三面环大西洋，东起顺时针与卡爾瓦多斯省、奧恩省、马耶讷省和伊勒-维莱讷省接壤。
罗马尼的时区为UTC+01:00、UTC+02:00（夏令时）。

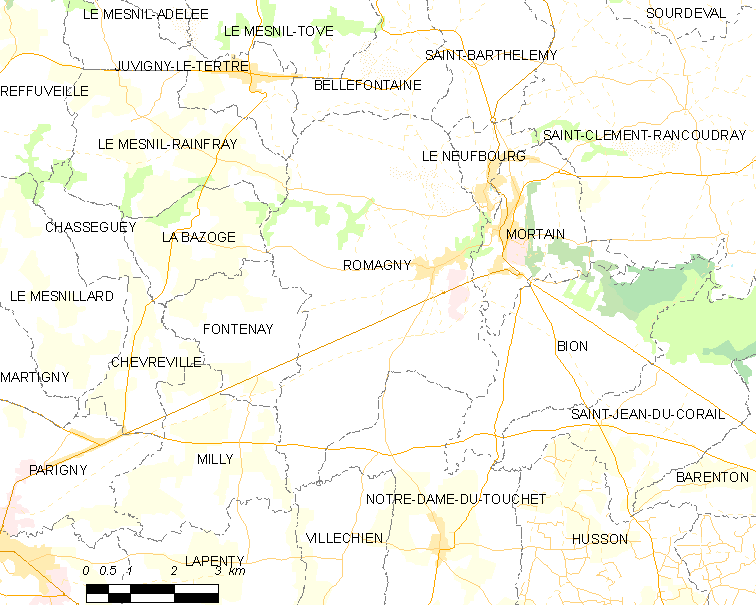
罗马尼的OSM定位图

## 行政
罗马尼的邮政编码为50140，INSEE市镇编码为50436。

## 政治
罗马尼所属的省级选区为勒莫尔泰奈县。

## 人口

1962-2008年间罗马尼人口变化图示

罗马尼于2018年1月1日时的人口数量为980人。